# Naturschutzgebiet Tetzitzer See mit Halbinsel Liddow und Banzelvitzer Berge
Koordinaten: 54° 32′ 27,6″ N, 13° 22′ 4,7″ O

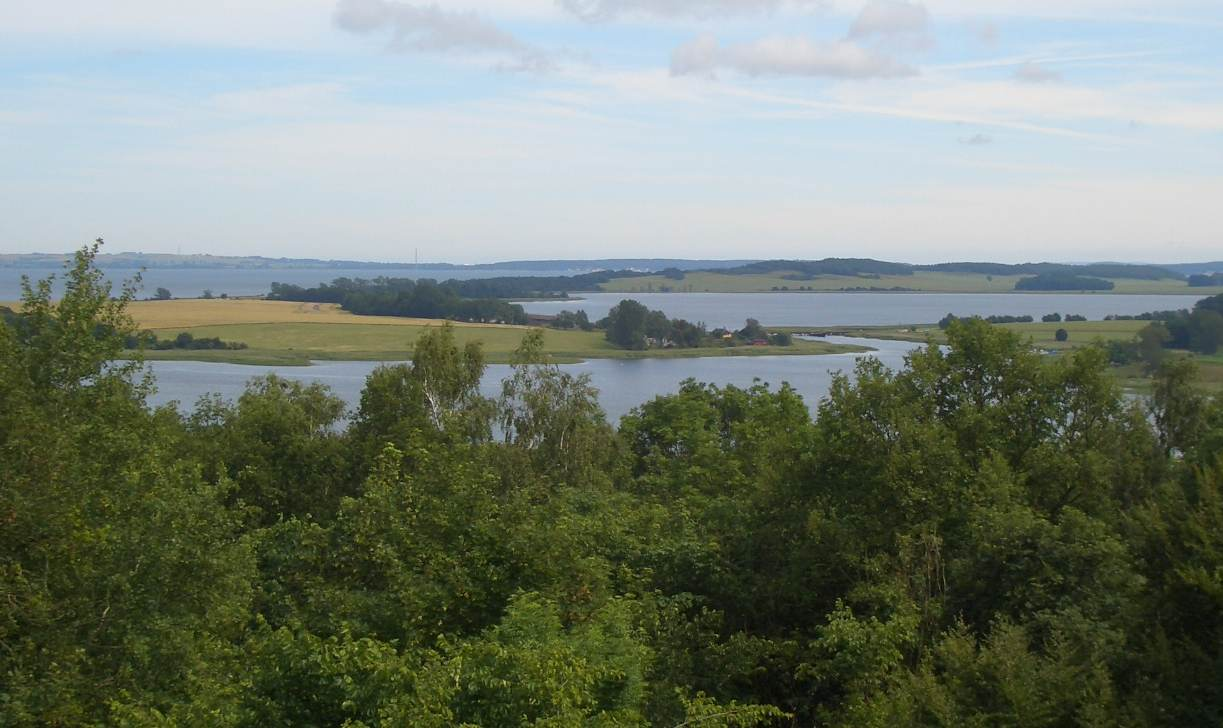
Blick von Nordwesten in das NSG (Grümbke-Turm)

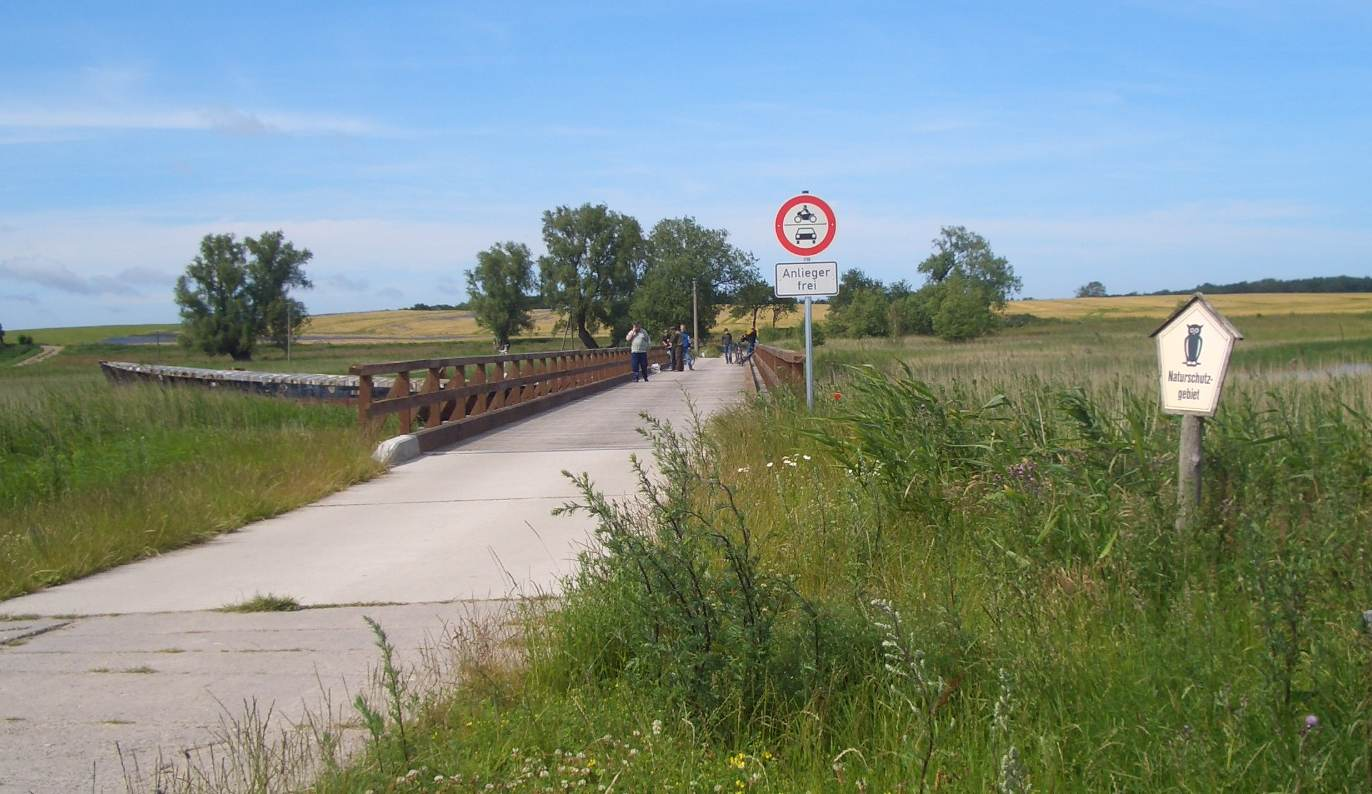
Brücke über den Liddow-Strom

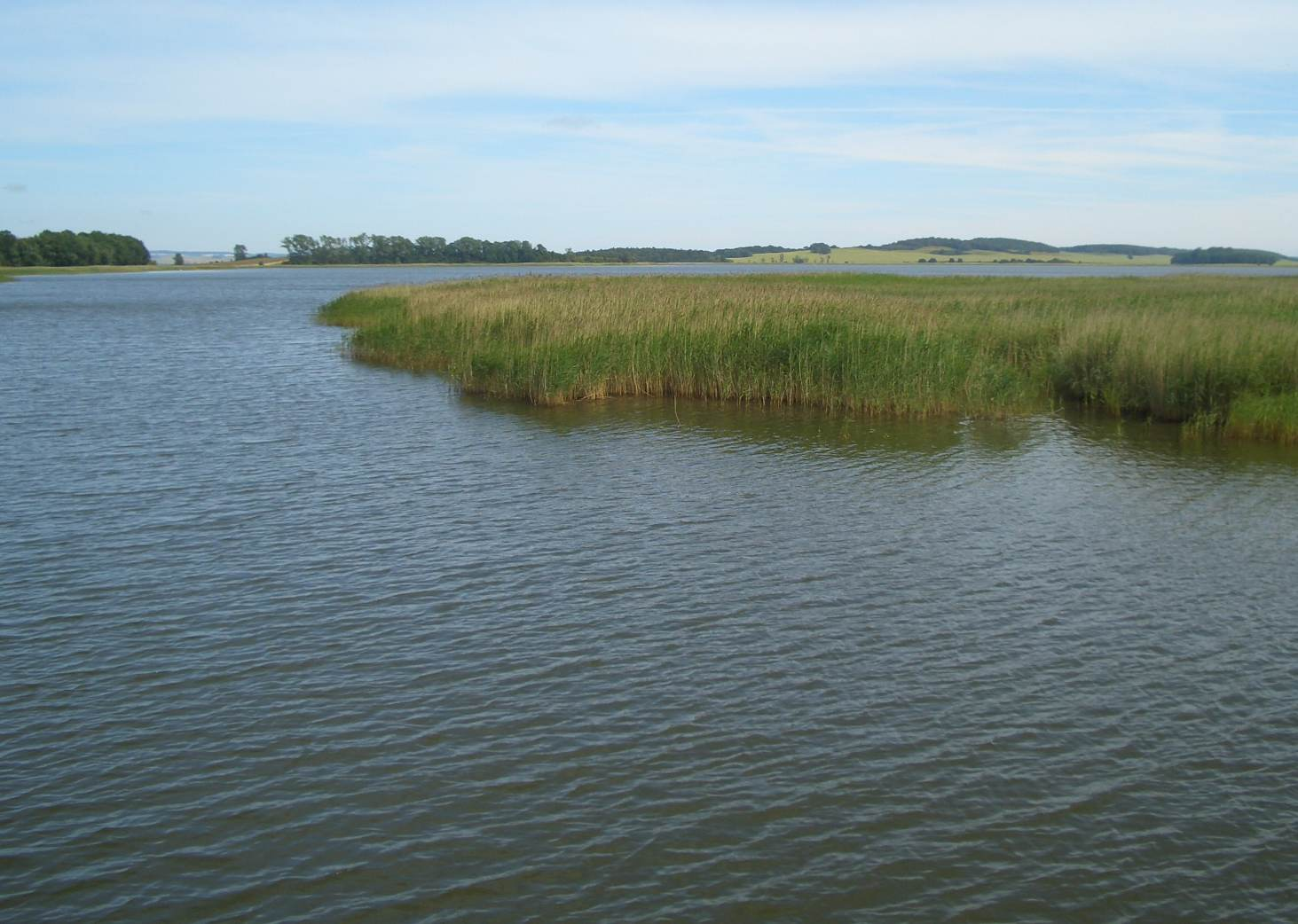
Tetzitzer See

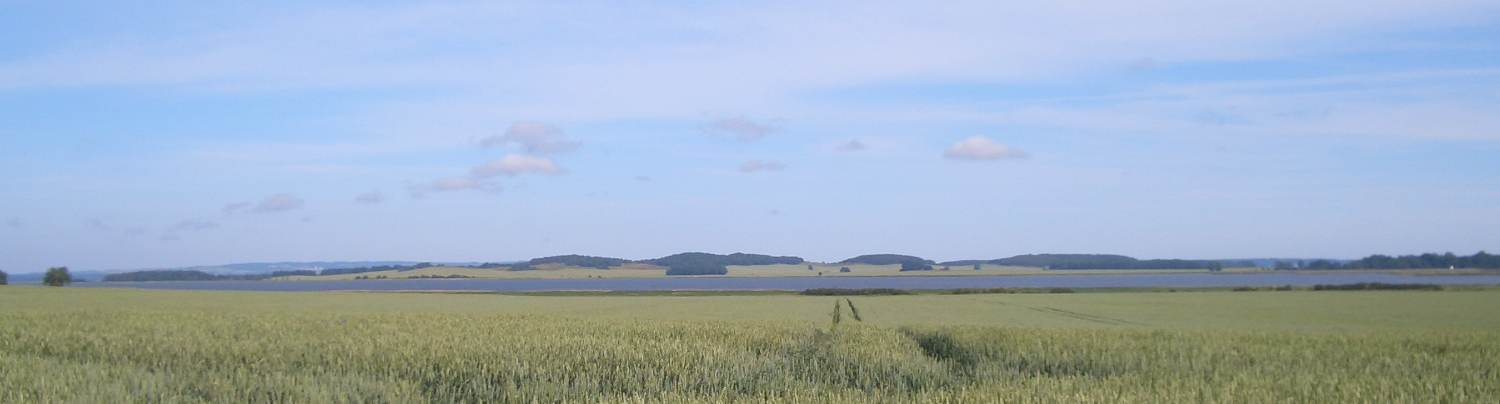
Banzelvitzer Berge

Das Naturschutzgebiet Tetzitzer See mit Halbinsel Liddow und Banzelvitzer Berge ist ein 1088 Hektar umfassendes Naturschutzgebiet auf der Insel Rügen in Mecklenburg-Vorpommern. Die Ausweisung erfolgte am 5. November 1990 mit einer Erweiterung 1994. Umliegende Ortschaften sind Neuenkirchen und Rappin. Geschützt wird ein Ausschnitt der nordrügenschen Boddengewässer, der eine große Vielfalt an Lebensräumen aufweist und ein wichtiges Rast- und Brutgebiet für die Vogelwelt darstellt. Die namensgebenden Bestandteile sind der Tetzitzer See im Westen, die Halbinsel Liddow im zentralen Teil und die Banzelvitzer Berge im Ostteil des Naturschutzgebietes. Der Tetzitzer See ist durch den Liddow-Strom mit dem Großen Jasmunder Bodden verbunden.
Die Flächen befinden sich insgesamt in gutem Zustand. Die beweidete Salzwiesen werden als sehr gut eingestuft. Der Tetzitzer See wird durch Nährstoffeinträge beeinflusst. Das Naturschutzgebiet ist nach EU-Recht geschützt als Teil des FFH-Gebiets Nordrügensche Boddenlandschaft und des Vogelschutzgebiets Binnenbodden von Rügen.
Der Wanderweg von Liddow nach Banzelvitz ermöglicht stellenweise ein Begehen der Flächen.

## Geschichte
Das Naturschutzgebiet ist eingebettet in eine Grundmoränenlandschaft, die durch die letzte Eiszeit maßgeblich geprägt wurde. Der Tetzitzer See entwickelte sich wie der Jasmunder Bodden aus einer Toteisform. Die Banzelvitzer Berge stellen einen Kame dar, der aus Sandauffüllungen einer Spalte zwischen zwei Toteisfeldern entstanden sein dürfte.
Menschliche Nutzung im Gebiet ist seit Jahrhunderten belegt. Der Tetzitzer See wird noch immer zum Fischen genutzt. Die Halbinsel Liddow diente bis in das 19. Jahrhundert als Schafweide und Hutewald und wurde anschließend mit Kiefern bepflanzt.

## Pflanzen- und Tierwelt
Typisch für das Naturschutzgebiet sind Flachgewässer, Brackwasserröhrichte, Salzwiesen, Halbtrocken- und Sandmagerrasen. Verschiedenen Waldgesellschaften treten auf mit Ulmen-Eichen-Hainbuchenwald und Buchenwald. Ilex kommt zahlreich vor. In den Flachwasserbereichen des Sees wächst Kamm-Laichkraut.
Das Gebiet ist Rast- und Schlafplatz mehrerer Arten nordischer Gänse und Enten, insbesondere Tausender Grau-, Bleß- und Waldsaatgänse sowie des Kranichs.